# كوت دور (إقليم فرنسي)

علم الإقليم

كوت دور (بالفرنسية: Côte-d'Or)‏ هو إقليم فرنسي تابع لمنطقة برغونية فرانش كونتيه . عدد سكانه 535,503 نسمة .

## معرض صور

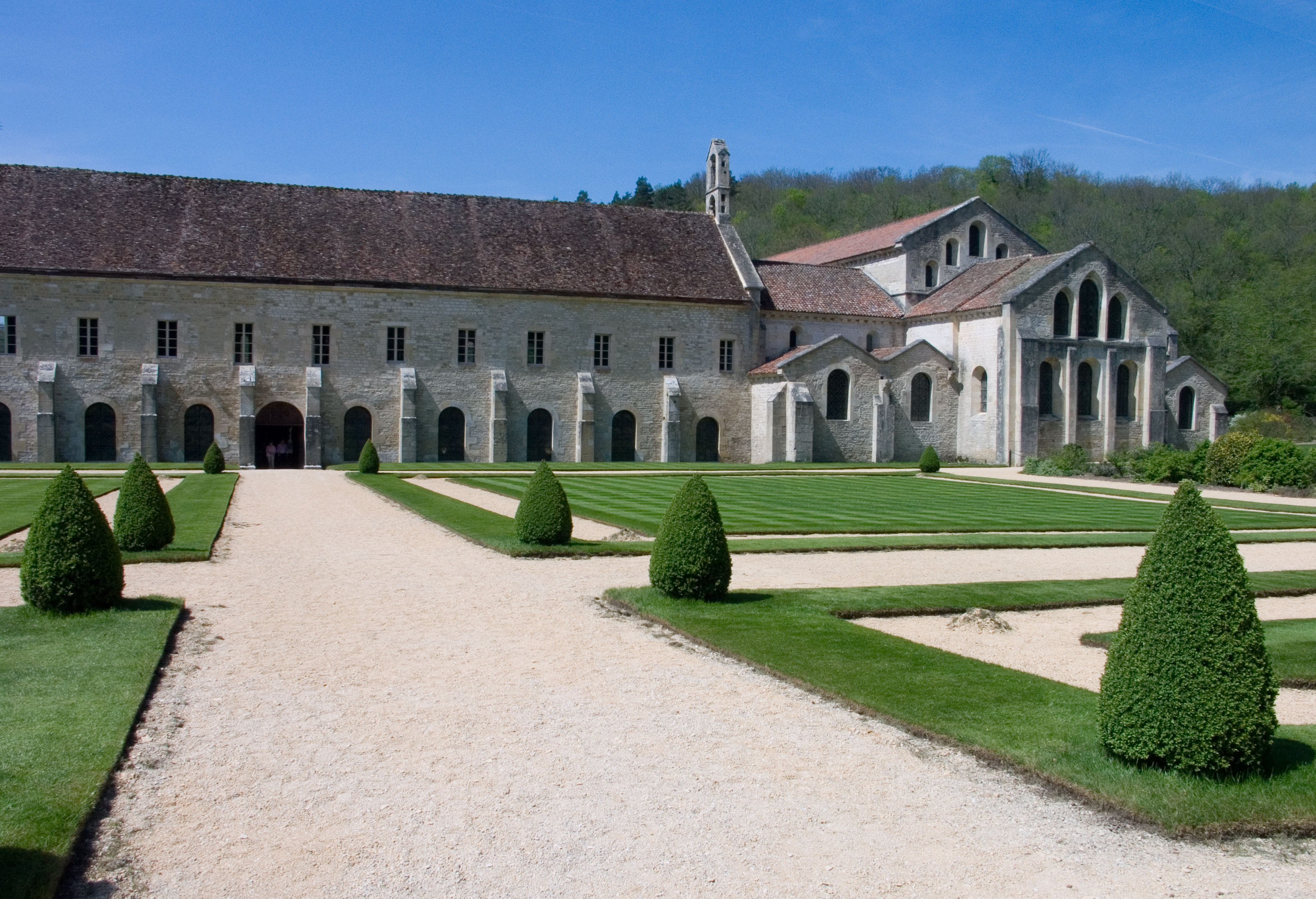
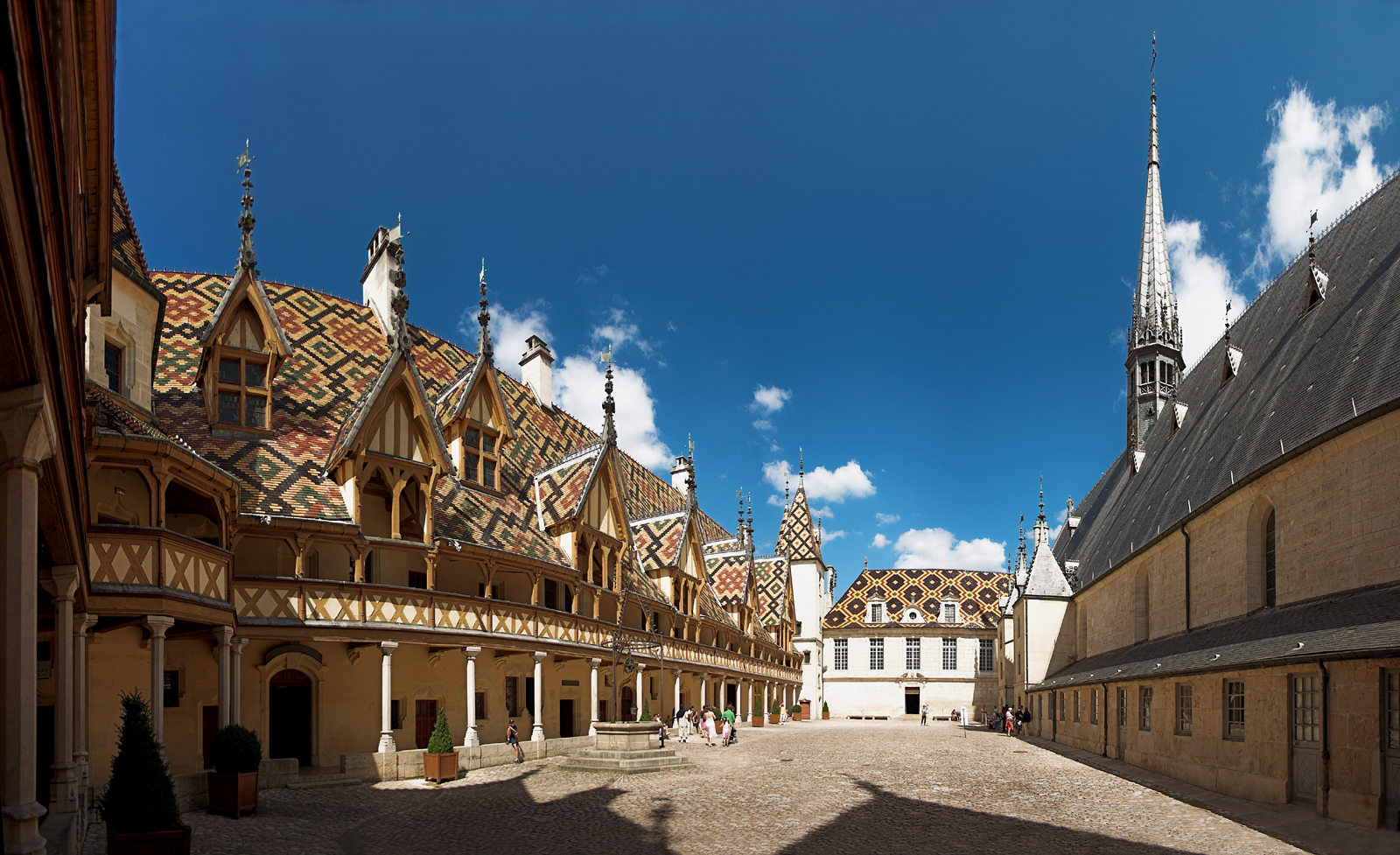
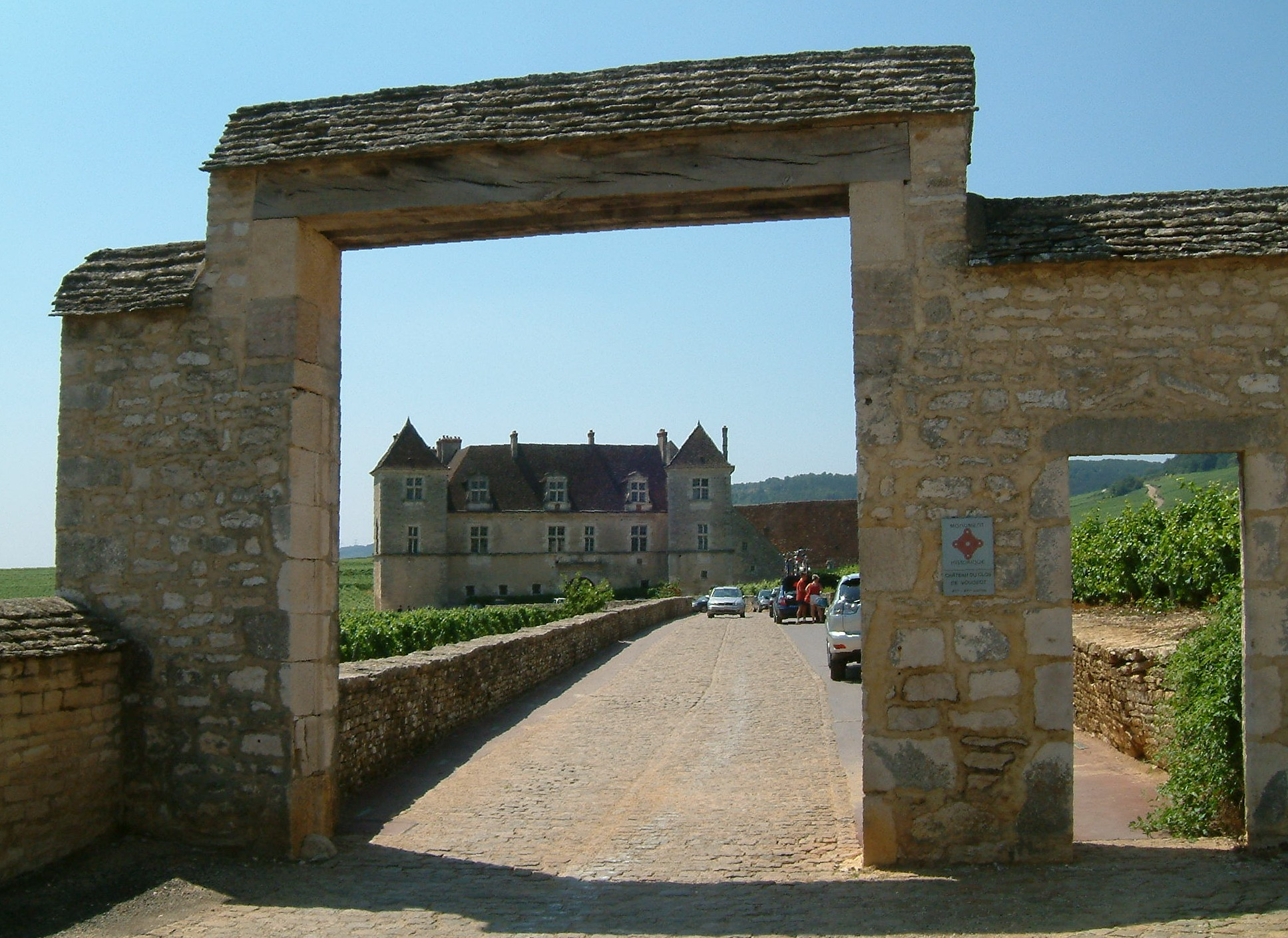
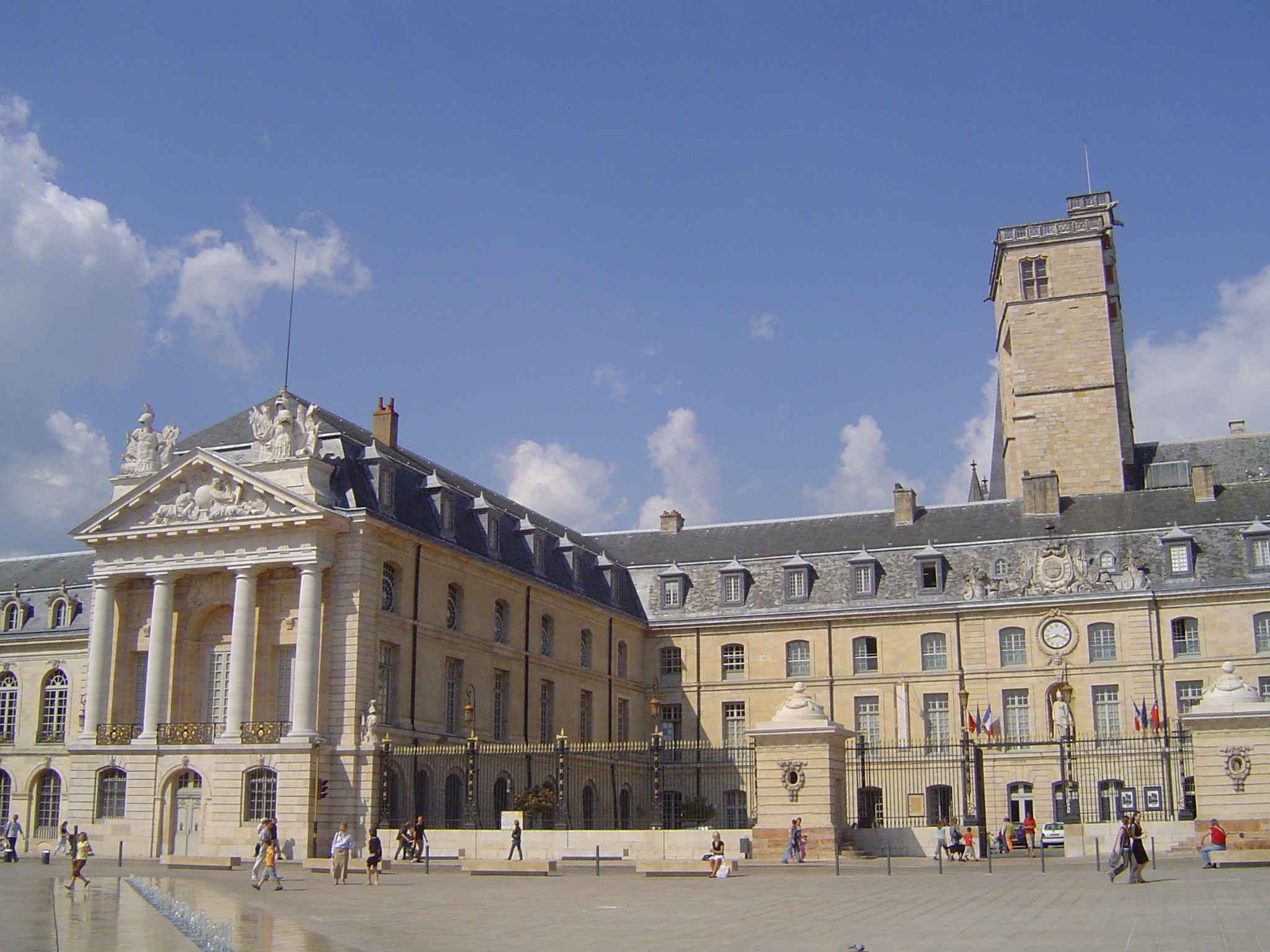
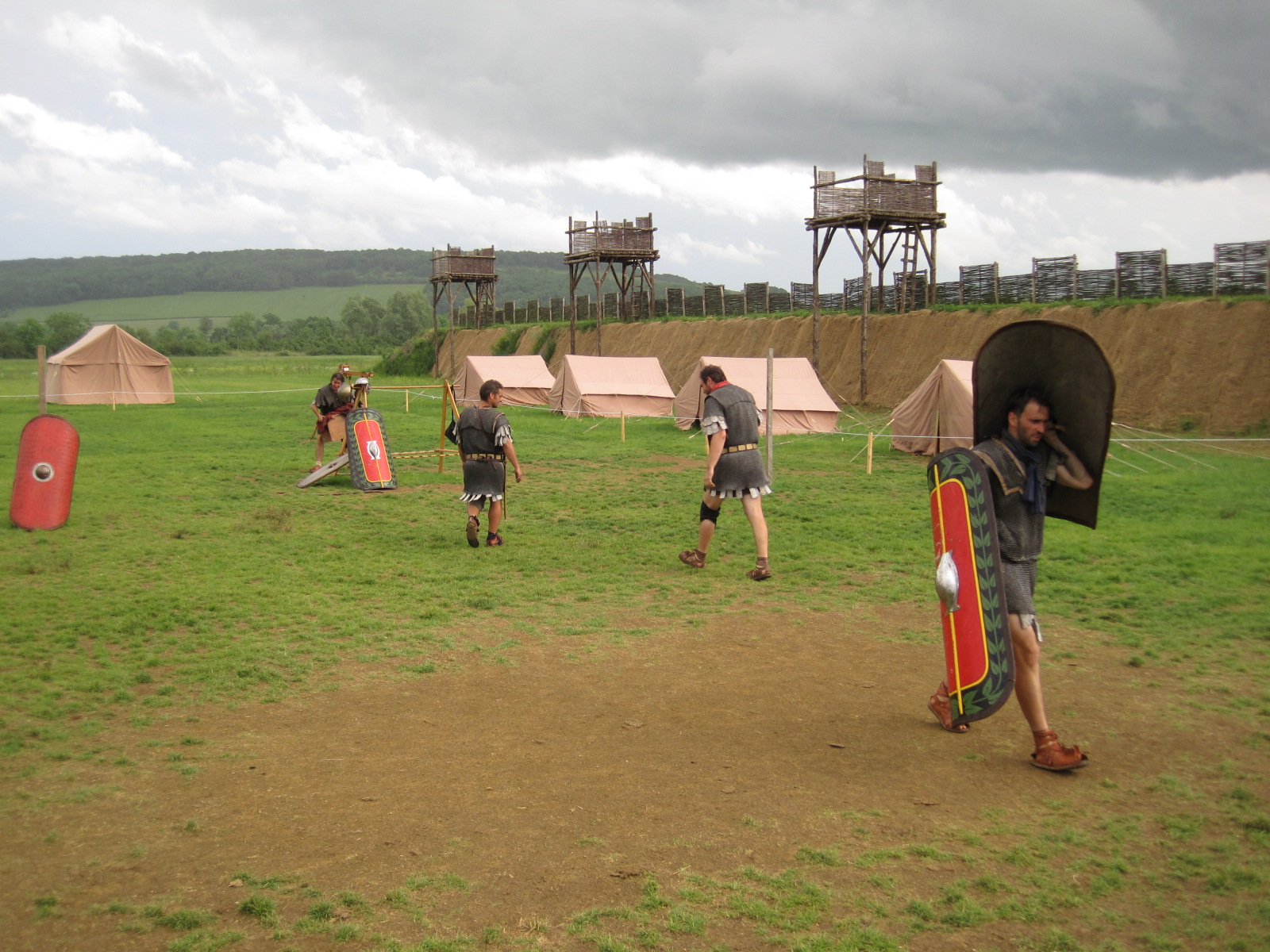
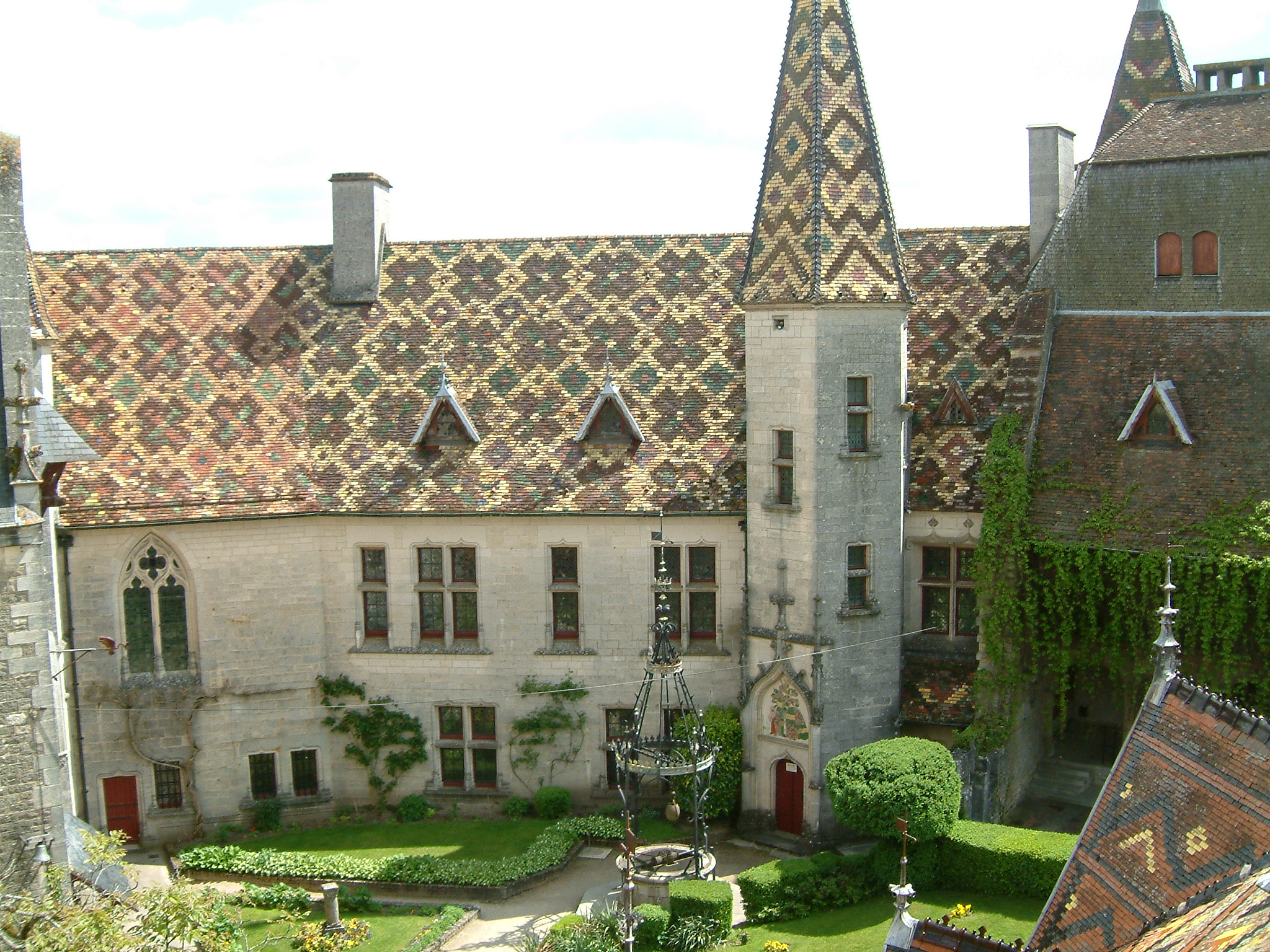

## أعلام
- أرماند ليفي